# Naod
Naod (amharski: ናዖስ, ur. ?, zm. 31 lipca 1508) – cesarz Etiopii w latach 1494–1508. Pochodził z dynastii salomońskiej. Według szkockiego podróżnika Jamesa Bruce'a, który odwiedził Etiopię w drugiej połowie XVIII wieku, Naod był synem Beyde Marjama I i jego drugiej żony - Kaliope, a przyszedł na świat w mieście Gabarge. Podobnie jak cesarz Aleksander był podczas swojego panowania uzależniony był od cesarzowej-matki Heleny. Helena była wdową po Zary Jaykoba Konstantyna i miała wpływ na późniejszych cesarzy. Naod rozpoczął budowę wystawnego kościoła w prowincji Amhara, który został udekorowany płatkami złota. Kościół ten był znany pod nazwą Mekane Syllasje. Cesarz nie zdążył ukończyć jego budowy i nim kościół dokończono, Naoda pochowano w grobowcu wewnątrz kościoła. Budowę ukończył jego syn Lybne Dyngyl w 1530. Rok później, czyli trzeciego listopada 1531 kościół został spalony przez wojska uczestniczące w inwazji imama Grania. Naod zginął w 1508 w pobliżu miasta Jejeno, podczas starć kampanii toczonej przeciwko muzułmanom. Jego następcą na tronie został Lybne Dyngyl, znany także jako Dawid II.